# سازوی جنگلی (سرده)
سازوی جنگلی (نام علمی: Luzula) نام یک سرده از تیره سازوئیان است.